# Legends of Might and Magic
Legends of Might and Magic est un jeu vidéo de tir à la première personne développé par New World Computing et édité par The 3DO Company, sorti en 2001 sur Windows.

## Accueil
- Jeuxvideo.com : 14/20[1]